# أسفيل باسكت
أسفيل باسكت (بالفرنسية: ASVEL Lyon-Villeurbanne)‏ هو فريق كرة سلة فرنسي تأسس في 1948 يقع في فيلوربان، ليون، فرنسا. يلعب في الدوري الفرنسي لكرة السلة الدرجة الأولى.

## وصلات خارجية
- الموقع الإلكتروني